# ライオン (バンド)
ライオン（Lion）は、1986年のアニメーション映画『トランスフォーマー ザ・ムービー』の主題歌で最もよく知られる1980年代のヘヴィメタル・バンドである。

## 概要
元はリヨン (Lyon)と名乗っていたハードロック・クァルテットのライオンは、元タイタン (Tytan)のボーカリストであったカル・スワンと、ローン・スター (Lone Star)の前ギタリストであるトニー・スミスとがイギリスからロサンゼルスへ移住した後の1983年に、ベーシストのアレックス・キャンベルと、スティーラー (Steeler)でイングヴェイ・マルムスティーンやサード・ステージ・アラート (Third Stage Alert)と共演していたドラマーのマーク・エドワーズとが加わって結成された。デモに取り掛かった後、スワンとエドワーズはライオンの組織構成を完成させるため、ギタリストのダグ・アルドリッチとベーシストのジェリー・ベスト (どちらも以前、マンスフィールドの録音に参加していた)とを新規採用した。そして1984年、グループは『13日の金曜日Part4』(Friday the 13th Part 4)のサウンドトラックに収録された歌「Love Is a Lie」にて記念すべきデビューを果たした。1986年にライオンは、日本でのみリリースされた6曲入りEP『パワー・ラヴ』と共に復帰した。
長編アニメーション『トランスフォーマー ザ・ムービー』の主題曲の録音後、彼等はスコッティ・ブラザース(Scotti Brothers)と契約を交わし自分達の最初のフル・アルバム『デンジャラス・アトラクション - 宿命の砦』を1987年にリリースした。彼等の次なるレコード『トラブル・イン・エンジェル・シティ』はグランド・スラム (Grand Slamm)から1989年の発売となった。そのアルバムにはEP『パワー・ラヴ』収録曲の再録音版や、スレイドの「ロック・アップ・ユア・ドーターズ (Lock Up Your Daughters)」のカヴァー、そして幾つかの新しいトラックが加えられた。
その年の9月にエドワーズは、モーターサイクル・レース参加中に崖から落下して首を骨折。ライオンは1ヶ月後に解散した。
スワンとアルドリッチはその後、ハリケーン・アリス (Hericane Alice)の元メンバーであるジャッキー・レイモスとイアン・メイヨーと共にバッド・ムーン・ライジングを結成した。また、アルドリッチはハリケーン、ハウス・オブ・ローズ (House of Lords)、バーニング・レイン、ディオ、およびホワイトスネイクのレコーディングにも参加した。ジェリー・ベストは後に元ホワイト・ライオンのボーカリストのマイク・トランプが客演したフリーク・オブ・ネイチャー (Freak Of Nature)で再登場したほか、1990年代後半にはディオのツアーにも短期間参加していた。
ロサンゼルスで結成されたため、LAメタルやグラム・メタルの一派と捉えられることが多いが、実際の音楽性としては、英国スコットランド出身であるカル・スワンを主軸に生み出された、ホワイトスネイクなどに通ずる伝統的かつ叙情的なブリティッシュ・ハードロックである。

## ディスコグラフィ

### スタジオ・アルバム
- 『デンジャラス・アトラクション - 宿命の砦』 - Dangerous Attraction (1987年)
- 『トラブル・イン・エンジェル・シティ』 - Trouble in Angel City (1989年)

### EP
- 『パワー・ラヴ』 - Power Love (1986年)

### サウンドトラック
- Friday the 13th: The Final Chapter (1984年)
- The Wraith - Original Motion Picture Soundtrack (1986年)
- The Transformers The Movie: Original Motion Picture Soundtrack (1986年)